# Calycomyza caguensis
Calycomyza caguensis är en tvåvingeart som beskrevs av Spencer 1973. Calycomyza caguensis ingår i släktet Calycomyza och familjen minerarflugor.
Artens utbredningsområde är Venezuela. Inga underarter finns listade i Catalogue of Life.